# Vera Forum
Vera Gerda Forum (29. juli 1900 i København) var en dansk tennisspiller fra Hellerup Idrætsklub.
I nogle få år omkring første verdenskrig blev der afviklet VM i tennis på overdækket bane og i 1921 fandt de sted i KB's tennishal på Frederiksberg. Her nåede Vera Forum og Jutta Steenberg finalen  i damedouble og tabte til Elsebeth Brehm og Ebba Meyer. Det skal dog pointeres, at der blandt kvinderne kun var danske deltagere da KB Tennis arrangerede VM i 1921.
Forum og Steenberg vandt det danske mesterskaber indendørs 1921.